# Elecciones generales de Singapur de 1959
Las elecciones generales de Singapur de 1959 se llevaron a cabo el 30 de mayo para renovar los 51 escaños de la Asamblea Legislativa. Fueron los primeros comicios realizados en la isla desde el autogobierno, los segundos bajo sufragio universal y los primeros donde se implementó el voto obligatorio. Además, la nueva Asamblea Legislativa sería completamente electa, ya sin escaños designados por el gobierno colonial.
En gran medida debido a la división opositora y a la desfavorable situación económica y política del estado insular, el Partido de Acción Popular (PAP), de Lee Kuan Yew, obtuvo una amplia victoria con el 54% de los votos y una abrumadora mayoría absoluta de dos tercios. La participación fue del 92.90% del electorado registrado. Lee Kuan Yew se convirtió así en primer ministro de Singapur e inauguró las casi seis décadas de dominación política del PAP, que perduran hasta la actualidad.

## Antecedentes
El gobernante Frente Laborista había ganado las elecciones generales de 1955 bajo el liderazgo de David Marshall. Sin embargo, Marshall era abiertamente antibritánico y anticolonialista, y los británicos encontraron difícil llegar a un acuerdo o un compromiso. Finalmente, después de no llegar a ningún acuerdo sobre un plan definido para el autogobierno, renunció en 1956, tras una promesa de que lograría el autogobierno o renunciaría. Lim Yew Hock, otro miembro del Frente Laborista, tomó su lugar. Realizó una campaña agresivamente anticomunista y logró convencer a los británicos para hacer un plan definido para el autogobierno. La Constitución de Singapur se revisó en consecuencia en 1958, reemplazando la Constitución de Rendel con una que otorgaba el autogobierno de Singapur y la capacidad de su propia población para elegir plenamente su Asamblea Legislativa. Previamente bajo la Constitución de Rendel, redactada en 1955 por una comisión dirigida por George William Rendel, la Asamblea Legislativa y sus líderes no podían ser totalmente determinados por la población; el gobierno británico nombró a siete de los 32 miembros, con los 25 escaños restantes elegidos por el público, aunque con sufragio limitado. Esto en sí mismo fue una mejora del Consejo Legislativo anterior a 1955, en el que solo nueve de los 25 miembros fueron elegidos.
Como resultado, las elecciones generales de 1959 fueron las primeras después de que las autoridades británicas concedieran el autogobierno interno total. Singapur aún no era completamente independiente, ya que los británicos todavía controlaban asuntos externos como el militar y las relaciones exteriores. Sin embargo, Singapur era ahora un estado reconocido.

## Sistema electoral
Los 51 escaños de la Asamblea Legislativa fueron elegidos mediante escrutinio mayoritario uninominal. Es decir, con un solo diputado por distrito. El sufragio era directo, secreto, y obligatorio. El 25 de abril se realizó la nominación de candidatos y comenzó la campaña.

## Campaña
Muchos de los temas de la campaña rodearon el tema de la independencia, así como asuntos políticos como la insurgencia comunista liderada por el Partido Comunista de Malasia (PCM), que había estado causando la Emergencia Malaya. El deseo de independencia y autogobierno personificado por el término malayo Merdeka, había comenzado a ser inmediato. Esto se reflejó cuando el grito de "¡Queremos Merdeka ahora!" comenzó a ser utilizado por quienes exigían la independencia inmediata. El Partido Progresista, que había ganado las elecciones de 1948 y 1951, y terminó segundo detrás del Frente Laborista en las elecciones de 1955, cayó en desgracia, ya que fue percibido por gran parte del electorado como demasiado lento para la reforma. Esto permitió al PAP, que había protestado contra la existencia de miembros designados proscritos por la Constitución de Rendel, convertirse en el principal partido de la oposición.
En el momento de las elecciones de 1959, el Frente Laborista estaba en crisis; Las tácticas de Lim contra los comunistas alienaron a una gran parte del electorado singapurense chino, el grupo demográfico más atacado durante la campaña anticomunista. También hubo denuncias de violaciones de derechos civiles, ya que muchos activistas fueron detenidos sin juicio con la justificación de la seguridad interna y se usó gas lacrimógeno contra estudiantes de varias escuelas chinas, tanto anticoloniales como anticomunistas.
El gobierno de Lim también estuvo plagado de corrupción. Cuando terminó el período del Frente Laborista, su credibilidad estaba hecha trizas. Los 10 diputados abandonaron el partido, y Lim lideró a varios de ellos para formar la Alianza del Pueblo de Singapur, mientras que Seah Peng Chuan se fue para sentarse como independiente, antes de formar el Partido de los Ciudadanos poco antes de las elecciones. Además, Marshall había formado el Partido de los Trabajadores (que en la actualidad es el principal partido opositor de Singapur) después de abandonar la Asamblea.
El PAP, dirigido por Lee Kuan Yew, dirigió una campaña contra la corrupción. Todos los miembros del partido y los candidatos vestían un conjunto distintivo de camisas y pantalones blancos para representar la "limpieza" en el gobierno (que sigue siendo el uniforme de los candidatos del PAP en la actualidad). Lee había consolidado su posición como líder político tras aceptar un desafío de Marshall al momento de su renuncia al legislativo en 1957, de renunciar a su escaño y defenderlo en una elección parcial. La aplastante victoria de Lee y la derrota del Frente Laborista en la sucesión de Marshall debilitó al oficialismo y catapultó al líder del PAP a la primera plana de la política singapurense.
Días antes del día de las elecciones, el 30 de mayo, la prensa había predicho que la presencia de peleas multidireccionales solo dividiría el voto anti-PAP, aumentando las posibilidades de una victoria del PAP.

## Resultados

### Resultado general
El resultado fue una victoria arrolladora para el PAP. El SPA perdió en 35 de los distritos electorales que disputó, y se quedaron con cuatro miembros en la nueva Asamblea. El Frente Laborista, vio su porcentaje de votos decrecer en 27 puntos porcentuales desde 1955 y se quedaron sin escaños. La elección fue un desastre para el Partido Socialista Liberal (LSP) formado por una fusión del Partido Demócrata y el Partido Progresista, con 20 de sus 32 candidatos perdiendo sus depósitos y no logrando ganar un solo escaño.
La participación electoral fue del 92.9%, con 527.919 de los 586.098 votantes registrados emitiendo votos. Esta fue una gran participación, especialmente cuando se compara con las elecciones de 1955, en las que la participación fue solo del 52.7%. El aumento se debió en gran medida a la implementación del voto obligatorio y la eliminación de las restricciones al sufragio.
|  | 54.08 % |

|  | 20.67 % |

|  | 8.21 % |

|  | 5.27 % |

|  | 1.07 % |

|  | 0.79 % |

|  | 0.65 % |

|  | 0.62 % |

|  | 0.54 % |

|  | 0.40 % |

|  | 0.38 % |

|  | 0.34 % |

|  | 0.19 % |

|  | 6.78 % |

|  | 98.74 % |

|  | 1.26 % |

|  | 92.90 % |

|  | 7.10 % |

### Resultado por circunscripción
Aunque se suele coincidir en que el PAP se benefició mucho de la división de sus contrincantes, el partido obtuvo mayoría absoluta de votos en 29 de las 51 circunscripciones, por lo que es creíble que incluso con una alternativa unida hubiera triunfado cómodamente de todas formas. A diferencia del panorama electoral posterior, donde el PAP ganaría escaños sin oposición en todas las elecciones entre 1968 y 2011, en esta ocasión todos los escaños fueron disputados y hubo solo siete circunscripciones con solo dos candidatos, ganando el PAP en todas ellas.
|  | 77.02 % |

|  | 10.39 % |

|  | 7.46 % |

|  | 5.13 % |

|  | 98.85 % |

|  | 1.15 % |

|  | 77.66 % |

|  | 22.34 % |

|  | 97.82 % |

|  | 2.18 % |

|  | 73.30 % |

|  | 19.24 % |

|  | 7.46 % |

|  | 98.79 % |

|  | 1.21 % |

|  | 73.27 % |

|  | 20.04 % |

|  | 6.69 % |

|  | 98.54 % |

|  | 1.46 % |

|  | 69.45 % |

|  | 17.23 % |

|  | 9.05 % |

|  | 4.26 % |

|  | 98.74 % |

|  | 1.26 % |

|  | 71.76 % |

|  | 19.85 % |

|  | 8.38 % |

|  | 98.71 % |

|  | 1.29 % |

|  | 62.48 % |

|  | 21.15 % |

|  | 12.23 % |

|  | 4.14 % |

|  | 98.92 % |

|  | 1.08 % |

|  | 70.68 % |

|  | 20.80 % |

|  | 5.89 % |

|  | 2.63 % |

|  | 98.36 % |

|  | 1.64 % |

|  | 65.27 % |

|  | 18.03 % |

|  | 14.21 % |

|  | 2.49 % |

|  | 98.95 % |

|  | 1.05 % |

|  | 73.35 % |

|  | 26.65 % |

|  | 97.71 % |

|  | 1.29 % |

|  | 66.57 % |

|  | 23.25 % |

|  | 8.39 % |

|  | 1.79 % |

|  | 98.96 % |

|  | 1.29 % |

|  | 63.25 % |

|  | 20.96 % |

|  | 15.79 % |

|  | 98.82 % |

|  | 1.18 % |

|  | 71.04 % |

|  | 28.96 % |

|  | 98.64 % |

|  | 1.36 % |

|  | 63.60 % |

|  | 24.55 % |

|  | 6.64 % |

|  | 2.98 % |

|  | 2.23 % |

|  | 99.03 % |

|  | 0.97 % |

|  | 60.75 % |

|  | 22.04 % |

|  | 14.47 % |

|  | 1.38 % |

|  | 1.36 % |

|  | 98.82 % |

|  | 1.18 % |

|  | 61.14 % |

|  | 24.36 % |

|  | 14.50 % |

|  | 99.10 % |

|  | 0.90 % |

|  | 67.60 % |

|  | 32.40 % |

|  | 97.41 % |

|  | 2.59 % |

|  | 54.69 % |

|  | 19.84 % |

|  | 13.74 % |

|  | 11.73 % |

|  | 99.30 % |

|  | 0.70 % |

|  | 58.14 % |

|  | 23.55 % |

|  | 13.05 % |

|  | 4.97 % |

|  | 99.45 % |

|  | 0.55 % |

|  | 63.09 % |

|  | 30.45 % |

|  | 3.66 % |

|  | 2.80 % |

|  | 99.14 % |

|  | 0.86 % |

|  | 56.29 % |

|  | 24.88 % |

|  | 18.83 % |

|  | 99.18 % |

|  | 0.82 % |

|  | 67.38 % |

|  | 16.95 % |

|  | 13.36 % |

|  | 2.31 % |

|  | 98.72 % |

|  | 1.28 % |

|  | 59.10 % |

|  | 30.19 % |

|  | 10.71 % |

|  | 98.77 % |

|  | 1.23 % |

|  | 53.73 % |

|  | 25.34 % |

|  | 20.93 % |

|  | 99.10 % |

|  | 0.90 % |

|  | 47.66 % |

|  | 20.09 % |

|  | 15.93 % |

|  | 9.17 % |

|  | 4.55 % |

|  | 2.60 % |

|  | 98.89 % |

|  | 1.11 % |

|  | 54.63 % |

|  | 28.33 % |

|  | 17.04 % |

|  | 98.94 % |

|  | 1.06 % |

|  | 62.28 % |

|  | 37.72 % |

|  | 99.01 % |

|  | 0.99 % |

|  | 54.27 % |

|  | 32.53 % |

|  | 6.37 % |

|  | 3.87 % |

|  | 2.96 % |

|  | 97.46 % |

|  | 2.54 % |

|  | 60.81 % |

|  | 39.19 % |

|  | 99.06 % |

|  | 0.94 % |

|  | 48.22 % |

|  | 26.69 % |

|  | 20.68 % |

|  | 4.41 % |

|  | 99.05 % |

|  | 0.95 % |

|  | 58.35 % |

|  | 41.65 % |

|  | 99.06 % |

|  | 0.94 % |

|  | 53.81 % |

|  | 37.88 % |

|  | 8.31 % |

|  | 99.09 % |

|  | 0.91 % |

|  | 50.41 % |

|  | 35.97 % |

|  | 10.69 % |

|  | 2.93 % |

|  | 98.80 % |

|  | 1.20 % |

|  | 49.19 % |

|  | 34.88 % |

|  | 8.47 % |

|  | 6.22 % |

|  | 1.24 % |

|  | 98.94 % |

|  | 1.06 % |

|  | 48.93 % |

|  | 35.19 % |

|  | 10.86 % |

|  | 4.20 % |

|  | 0.82 % |

|  | 98.99 % |

|  | 1.01 % |

|  | 45.44 % |

|  | 31.87 % |

|  | 11.13 % |

|  | 3.71 % |

|  | 3.04 % |

|  | 2.92 % |

|  | 1.88 % |

|  | 98.94 % |

|  | 1.06 % |

|  | 51.95 % |

|  | 41.94 % |

|  | 6.11 % |

|  | 98.61 % |

|  | 1.39 % |

|  | 33.72 % |

|  | 23.84 % |

|  | 21.17 % |

|  | 15.06 % |

|  | 6.21 % |

|  | 99.28 % |

|  | 0.72 % |

|  | 34.34 % |

|  | 26.56 % |

|  | 11.78 % |

|  | 11.05 % |

|  | 9.87 % |

|  | 4.57 % |

|  | 1.82 % |

|  | 98.53 % |

|  | 1.47 % |

|  | 35.11 % |

|  | 28.43 % |

|  | 22.45 % |

|  | 10.33 % |

|  | 3.68 % |

|  | 99.18 % |

|  | 0.82 % |

|  | 45.87 % |

|  | 39.63 % |

|  | 9.08 % |

|  | 3.03 % |

|  | 2.39 % |

|  | 97.83 % |

|  | 2.17 % |

|  | 48.18 % |

|  | 42.05 % |

|  | 9.77 % |

|  | 98.56 % |

|  | 1.43 % |

|  | 49.40 % |

|  | 43.36 % |

|  | 7.24 % |

|  | 98.52 % |

|  | 1.48 % |

|  | 57.78 % |

|  | 41.64 % |

|  | 6.31 % |

|  | 0.58 % |

|  | 98.57 % |

|  | 1.43 % |

|  | 36.00 % |

|  | 31.95 % |

|  | 28.90 % |

|  | 3.15 % |

|  | 98.99 % |

|  | 1.01 % |

|  | 47.25 % |

|  | 43.22 % |

|  | 9.53 % |

|  | 98.92 % |

|  | 1.08 % |

|  | 34.42 % |

|  | 30.44 % |

|  | 30.11 % |

|  | 5.03 % |

|  | 98.80 % |

|  | 1.20 % |

|  | 44.53 % |

|  | 41.85 % |

|  | 8.62 % |

|  | 3.40 % |

|  | 1.60 % |

|  | 98.55 % |

|  | 1.45 % |

|  | 38.86 % |

|  | 36.73 % |

|  | 17.74 % |

|  | 2.77 % |

|  | 2.02 % |

|  | 1.88 % |

|  | 98.97 % |

|  | 1.03 % |

|  | 45.06 % |

|  | 43.81 % |

|  | 9.03 % |

|  | 2.10 % |

|  | 98.79 % |

|  | 1.21 % |

|  | 36.55 % |

|  | 36.50 % |

|  | 26.95 % |

|  | 98.43 % |

|  | 1.57 % |

## Consecuencias
El PAP pudo formar un nuevo gobierno que ahora podría adoptar una política interna sin supervisión de la administración colonial. Sin embargo, el Reino Unido aún controlaba las fuerzas militares, los asuntos exteriores y tenía una responsabilidad conjunta en materia de seguridad interna en virtud de un acuerdo. Sin embargo, el año de la conclusión de las elecciones y la formación del nuevo gobierno, 1959, es generalmente la fecha especificada por los historiadores para el logro del autogobierno en Singapur, a pesar de que la Constitución se modificó en 1958.
En la tarde del 3 de junio de 1959, Lee Kuan Yew fue juramentado como primer ministro de Singapur en el Ayuntamiento por Yang di-Pertuan Negara William Goode junto con miembros de su gabinete.
Antes de hacerse cargo, Lee Kuan Yew aseguró la liberación de varios miembros del PAP que habían sido arrestados bajo el Reglamento de Emergencia en 1956 y 1957, incluido el líder izquierdista Lim Chin Siong. Durante la campaña electoral, Lee había pedido su liberación como parte de su plataforma electoral, y así pudo movilizar el apoyo de muchos miembros sindicales.
Después de su liberación, Lim y sus afiliados desafiarían más tarde al liderazgo de Lee en el PAP, llevando a la expulsión de la mayoría de los miembros de izquierda del PAP en 1961. Los miembros expulsados formaron el Barisan Sosialis (Frente Socialista) y disputarían las elecciones generales de 1963. contra el PAP. A pesar de haber sido debilitados por la Operación Coldstore, estuvieron más cerca de eliminar el PAP del poder que cualquier otro partido hasta la fecha.